# Koilops
Koilops — вимерлий рід тераподоморфів, що жили в міссісіпії (середньому турнейському ярусі) Шотландії. Він містить один вид, Koilops herma, заснований на зліпку черепа довжиною 8,0 см із формації Баллаган. Філогенетичний аналіз у його оригінальному описі розміщує Koilops як близького родича Tulerpeton і Colosteidae. Койлопс був описаний у дослідженні 2016 року, яке було розроблено для заповнення фауни тераподоморфів у щілині Ромера, інтервалі раннього карбону з невеликою кількістю скам'янілостей хребетних. Це був один із п'яти нових родів, названих у цьому дослідженні, разом із Aytonerpeton, Diploradus, Ossirarus і Perittodus.